# Pierre Delin
Pierre Delin  (* 1924) ist ein französischer Jazz- und Unterhaltungsmusiker (Schlagzeug).
Delin spielte vor dem Zweiten Weltkrieg auf Musette-Bällen; während des Zweiten Weltkriegs arbeitete er in Varieté-Revuen. In den Jahren 1948/49 und 1955 war er als Schlagzeuger bei Alix Combelle tätig; von 1950 bis 1952 begleitete er den Pianisten Léo Chauliac. Er trat in den 1950er-Jahren auch mit der Sängerin June Richmond auf. Des Weiteren wirkte er bei Aufnahmen von François Charpin, Maurice Meunier, Guy Lafitte, Michel de Villers, Bill Coleman, Don Byas und Bernard Peiffer (Plays Standards) mit. Als Schlagzeuger war er dann in den Lido- und Moulin-Rouge-Revuen tätig, spielte im Caveau de la Huchette und im Aux trois Mailletz. In späteren Jahren arbeitete er auf Kreuzfahrtschiffen; 1971 trat er noch mit Stéphane Grappelli auf. Nach einem Herzinfarkt 1984 musste er seine Aktivitäten als Musiker reduzieren.